# Lijst van ministers-presidenten van Saarland

Wapen van Saarland

Dit is een lijst van ministers-presidenten van de Duitse deelstaat Saarland.
| Nr.   | Minister-president van Saarland Ministerpräsident des Saarlandes | Minister-president van Saarland Ministerpräsident des Saarlandes | Minister-president van Saarland Ministerpräsident des Saarlandes | Ambtstermijn      | Ambtstermijn      | Partij |
| ----- | ---------------------------------------------------------------- | ---------------------------------------------------------------- | ---------------------------------------------------------------- | ----------------- | ----------------- | ------ |
| 1     |                                                                  | Johannes Hoffmann                                                | Johannes Hoffmann (1890–1967)                                    | 20 december 1947  | 29 oktober 1955   | CVP    |
| 2     |                                                                  |                                                                  | Heinrich Welsch (1888–1976)                                      | 29 oktober 1955   | 10 januari 1956   | O      |
| 3     |                                                                  | Hubert Ney                                                       | Hubert Ney (1892–1984)                                           | 10 januari 1956   | 4 juni 1957       | CDU    |
| 4     |                                                                  |                                                                  | Egon Reinert (1908–1959)                                         | 4 juni 1957       | 23 april 1959     | CDU    |
| 5     |                                                                  | Franz-Josef Röder                                                | Franz-Josef Röder (1909–1979)                                    | 30 april 1959     | 26 juni 1979      | CDU    |
| [ 2 ] |                                                                  | Werner Klumpp                                                    | Werner Klumpp (1928–2021)                                        | 26 juni 1979      | 5 juli 1979       | FDP    |
| 6     |                                                                  | Werner Klumpp                                                    | Werner Zeyer (1929–2000)                                         | 5 juli 1979       | 9 april 1985      | CDU    |
| 7     |                                                                  | Oskar Lafontaine                                                 | Oskar Lafontaine (1943)                                          | 9 april 1985      | 10 november 1998  | SPD    |
| 8     |                                                                  | Reinhard Klimmt                                                  | Reinhard Klimmt (1942)                                           | 10 november 1998  | 29 september 1999 | SPD    |
| 9     |                                                                  | Peter Müller                                                     | Peter Müller (1955)                                              | 29 september 1999 | 10 augustus 2011  | CDU    |
| 10    |                                                                  | Annegret Kramp-Karrenbauer                                       | Annegret Kramp- Karrenbauer (1962)                               | 10 augustus 2011  | 28 februari 2018  | CDU    |
| 11    |                                                                  | Tobias Hans                                                      | Tobias Hans (1978)                                               | 1 maart 2018      | 25 april 2022     | CDU    |
| 12    |                                                                  | Anke Rehlinger                                                   | Anke Rehlinger (1976)                                            | 25 april 2022     | heden             | SPD    |